# 牛深ハイヤ大橋
牛深ハイヤ大橋（うしぶかハイヤおおはし）は、熊本県天草市牛深湾に架かる長さ883mの橋。

## 概要
旧牛深市地域の牛深港に架かる大橋で、883mは熊本県内最長を誇る。また、臨港道路でありながら、車道からも景観を楽しめるよう高低分離された歩車道をもつ、良好な景観を楽しめる散策路でもある。くまもとアートポリス事業に基づく建築物であり、牛深地域における代表的な建築物である。隣接する道の駅うしぶか海彩館とともに牛深観光のメインスポットとなっている。
名称の「ハイヤ」は、当地に伝わるハイヤ節の元祖「牛深ハイヤ節」を由来とする。
設計は Renzo Piano Building Workshop Japan（レンゾ・ピアノ、岡部憲明）、Ove Arup & Partners（ピーター・ライス）、マエダ（伊藤整一）。設計コンセプトに「海上に浮遊した一本の線」を掲げ、景観への配慮から単純な連続桁かつ最小限の橋桁で構成し自然への浸透を試みた。風による振動を抑えるためフラップ（風除板）が採用され、下フランジには曲面が適用されているが、技術面での課題解決をそのまま形態デザインに昇華させたことが本橋の特色である。
構造形式は7径間連続鋼床版曲線箱桁である。橋梁全長883m、幅員13.6m、施工期間は1991年11月～1997年8月（P3橋桁のループ橋部分は1999年竣工）、事業主体は熊本県で、総工費122億円。橋の両端はいずれも天草下島に下すが、橋の中央部に分岐交差点をもち、ループ構造により下須島と接続する。
2021年8月、橋から異音がするという住民の通報があり、熊本県が調査したところ橋脚と橋桁を支える支承の破損が見つかったため、8月27日から全面通行止にして応急工事を行い、自転車と歩行者通行を再開したが、複数の支承の破損が判明したうえに、現地調査を行った国土交通省から「地震などでの横揺れ対策が不十分」と指摘され、工法を見直すことになった。。
2021年12月24日、応急工事が完了し車両の通行再開。

## 諸元
- 橋梁名 : 牛深ハイヤ大橋
- 事業主体 : 熊本県林務水産部漁港課
- 橋長 : 883.0m
- 総鋼重 : 5,852t
- 支間割 : 84.0m + 150.0m + 135.0m + 120.0m + 150.0m + 140.0m + 99.0m
- 幅員 : 13.60m （車道 : 7m～10m / 歩道 : 2@2.5m）
- 上部工 : ７径間連続鋼床版曲線箱桁
- 下部工 : 中空壁式コンクリート
- 最大桁下高 : 19m
- 設計 : Renzo Piano Building Workshop Japan（レンゾ・ピアノ、岡部憲明）、Ove Arup & Partners（ピーター・ライス）、マエダ（伊藤整一）
- 施工 : 日立造船、横河ブリッジ、五洋建設、若築建設、佐伯建設工業、大和建設、牛深建設、北時建設、共和舗道、高田塗装、不二電気工業、天草設備
- 施工期間  : 1991年11月～1997年8月 （P3橋桁のループ橋部分は1999年竣工）
- 総工事費 : 12,200百万円

## 受賞
- 土木学会田中賞（1998年）
- 日本照明学会 照明普及賞（1998年）
- くまもと景観賞（1998年）
- 第1回土木学会景観・デザイン賞 最優秀賞（2001年）

## ギャラリー

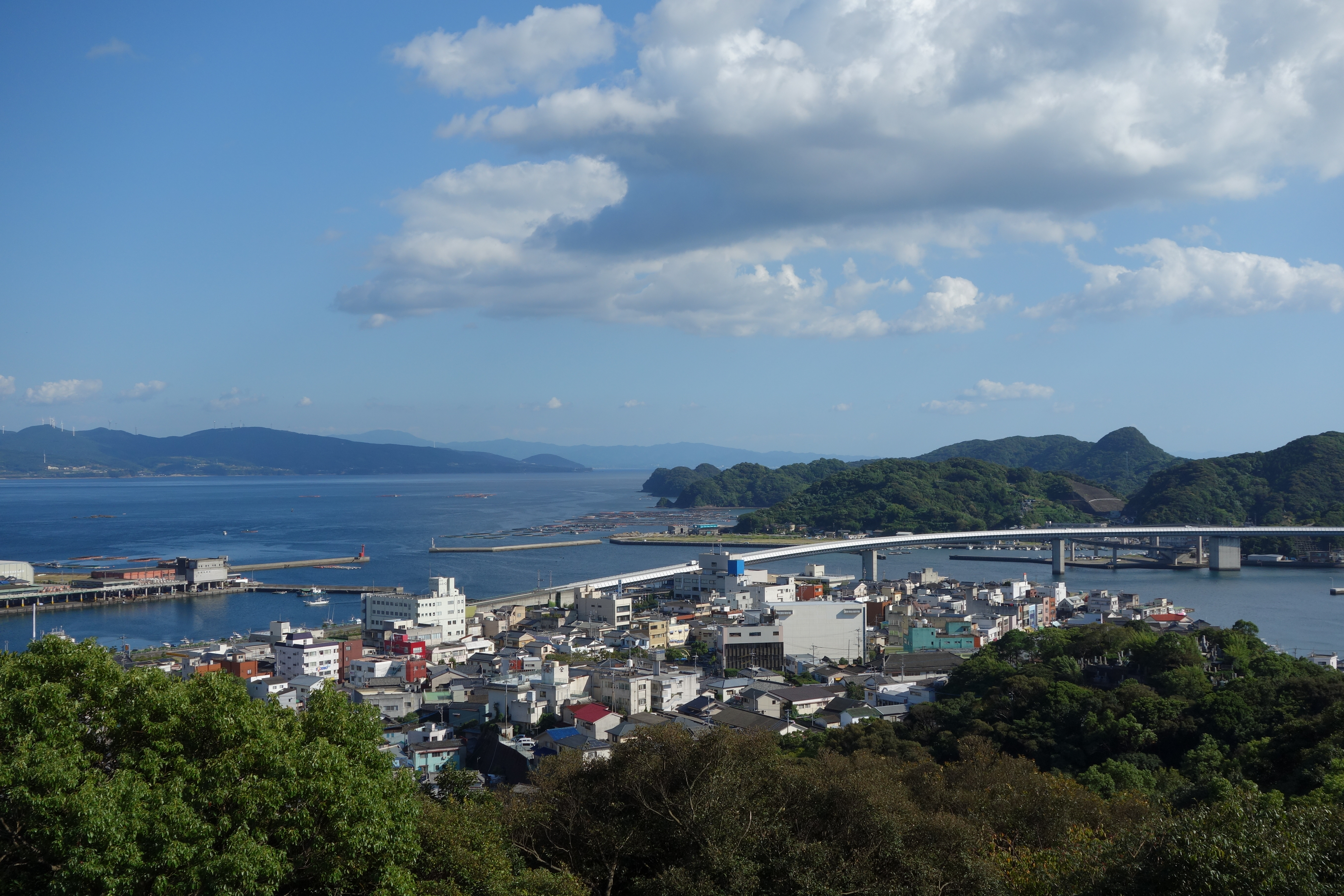
うしぶか公園から望む
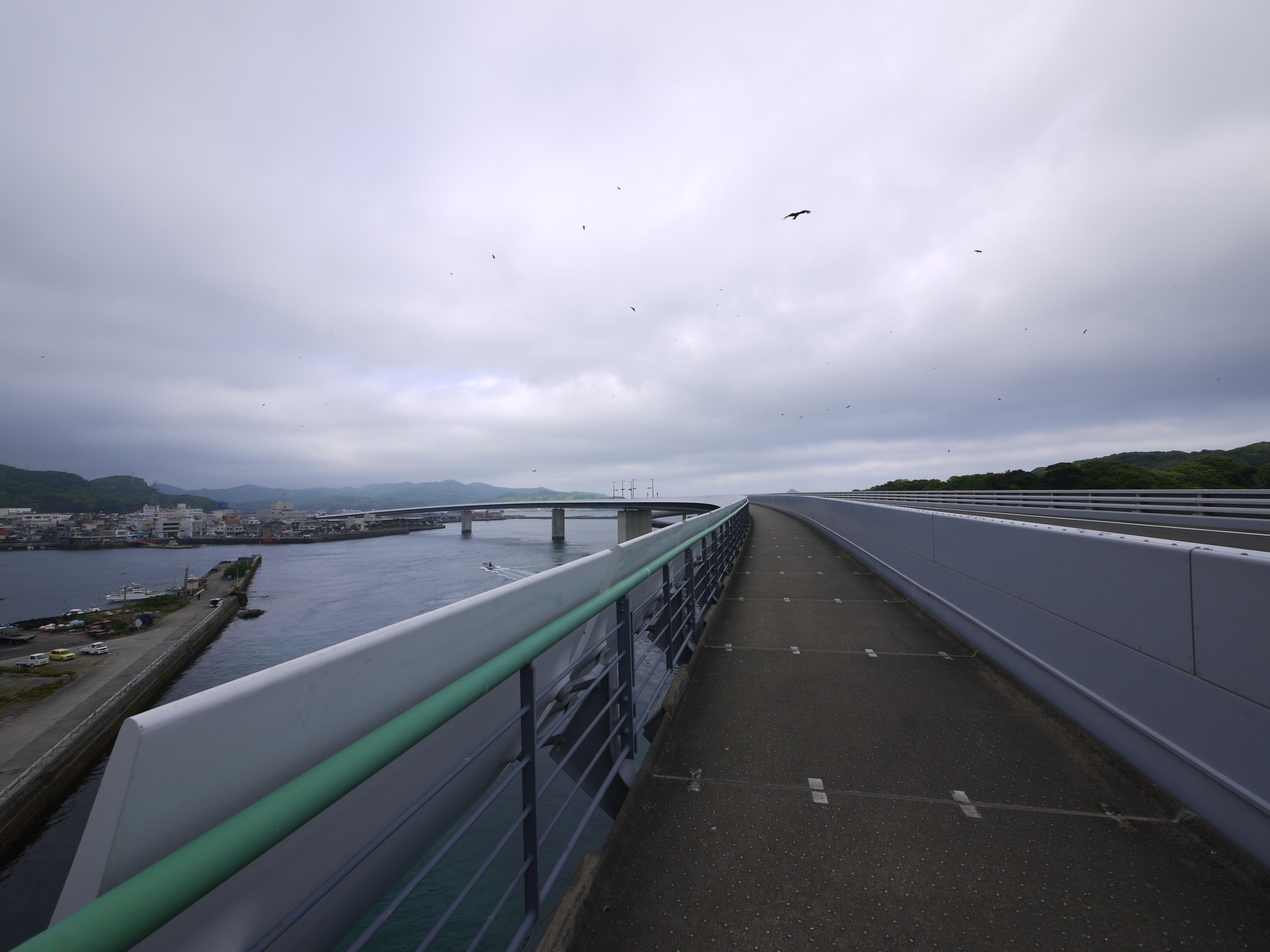
歩道
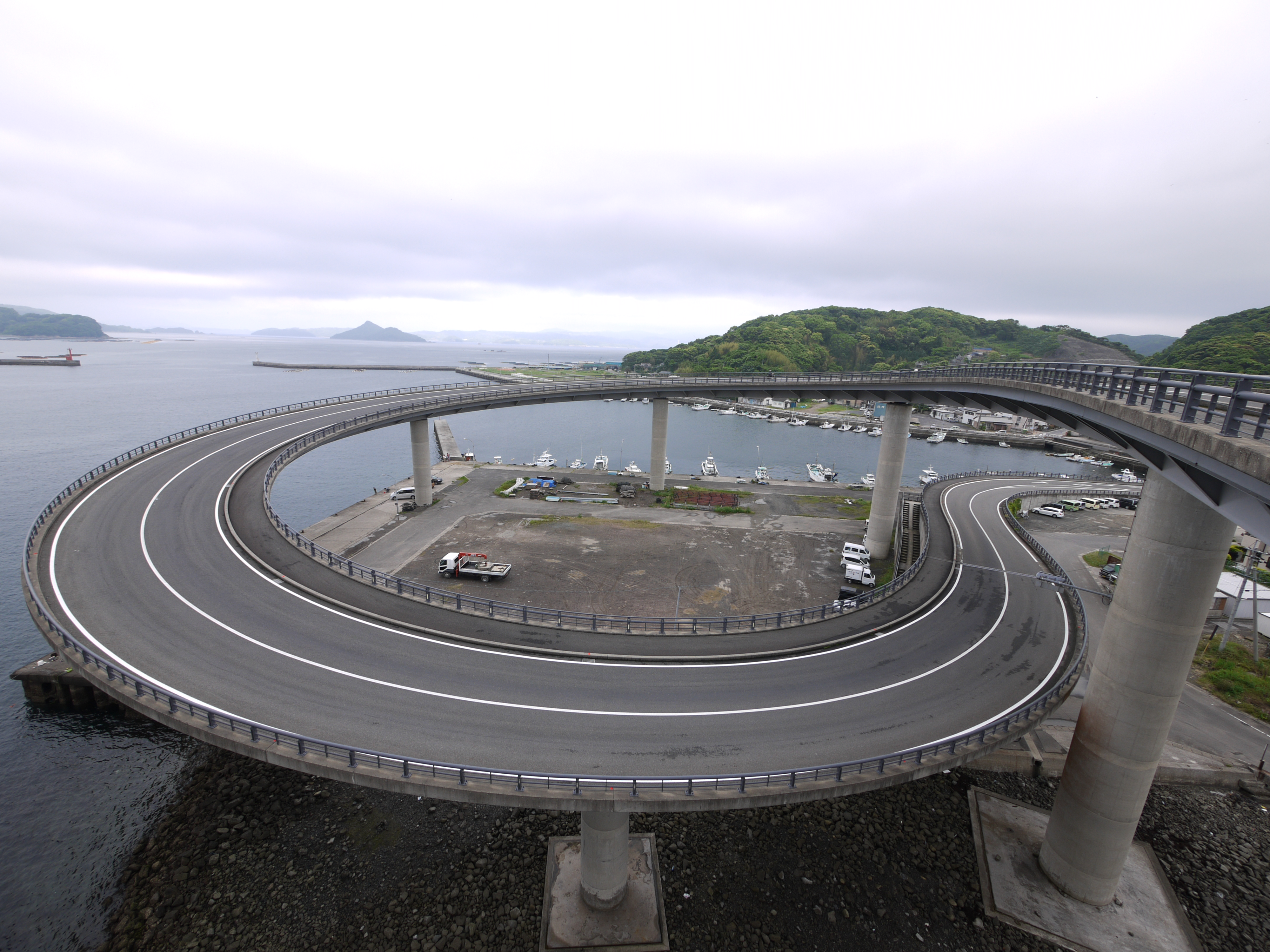
ループ橋
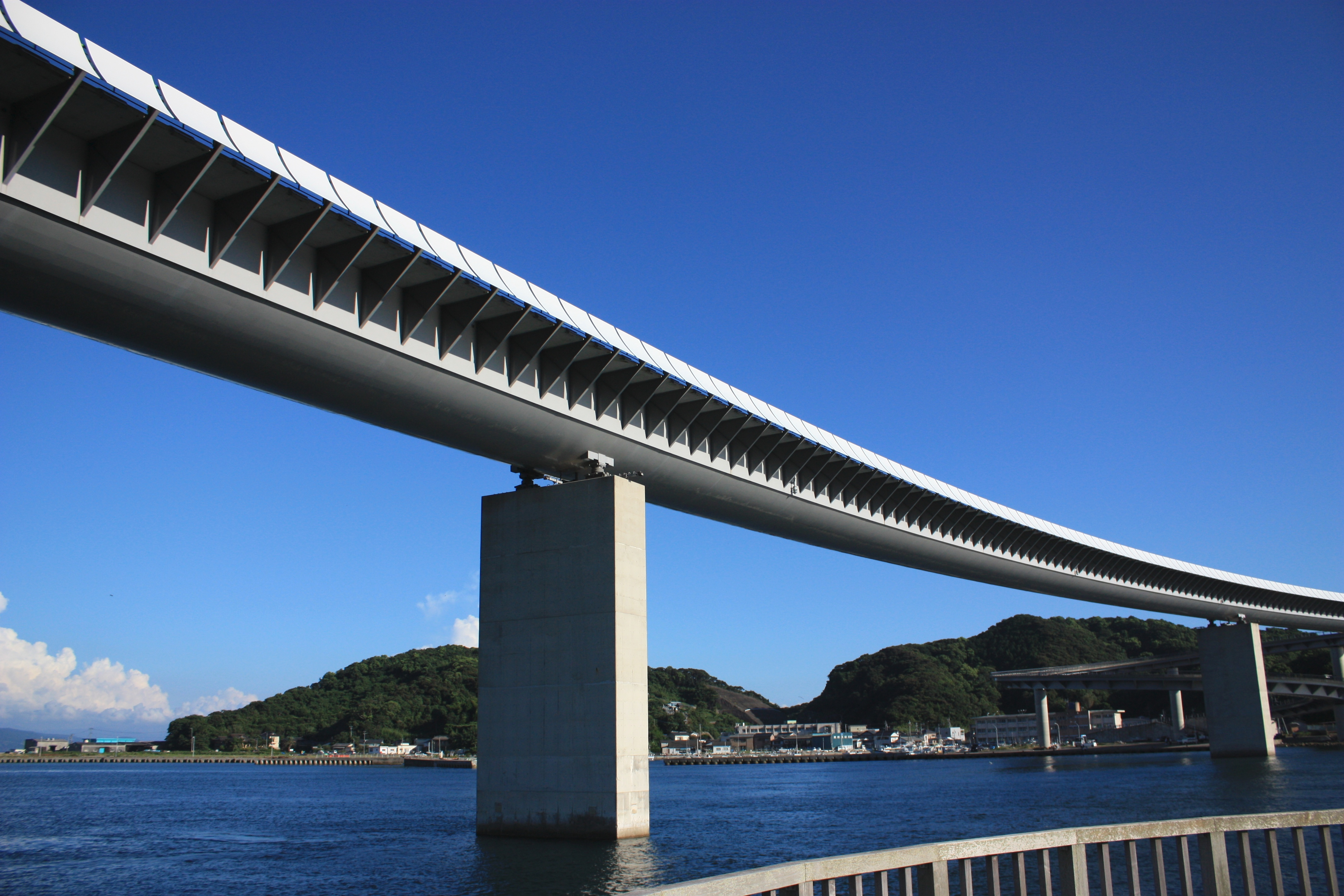
海彩館から望む(1)
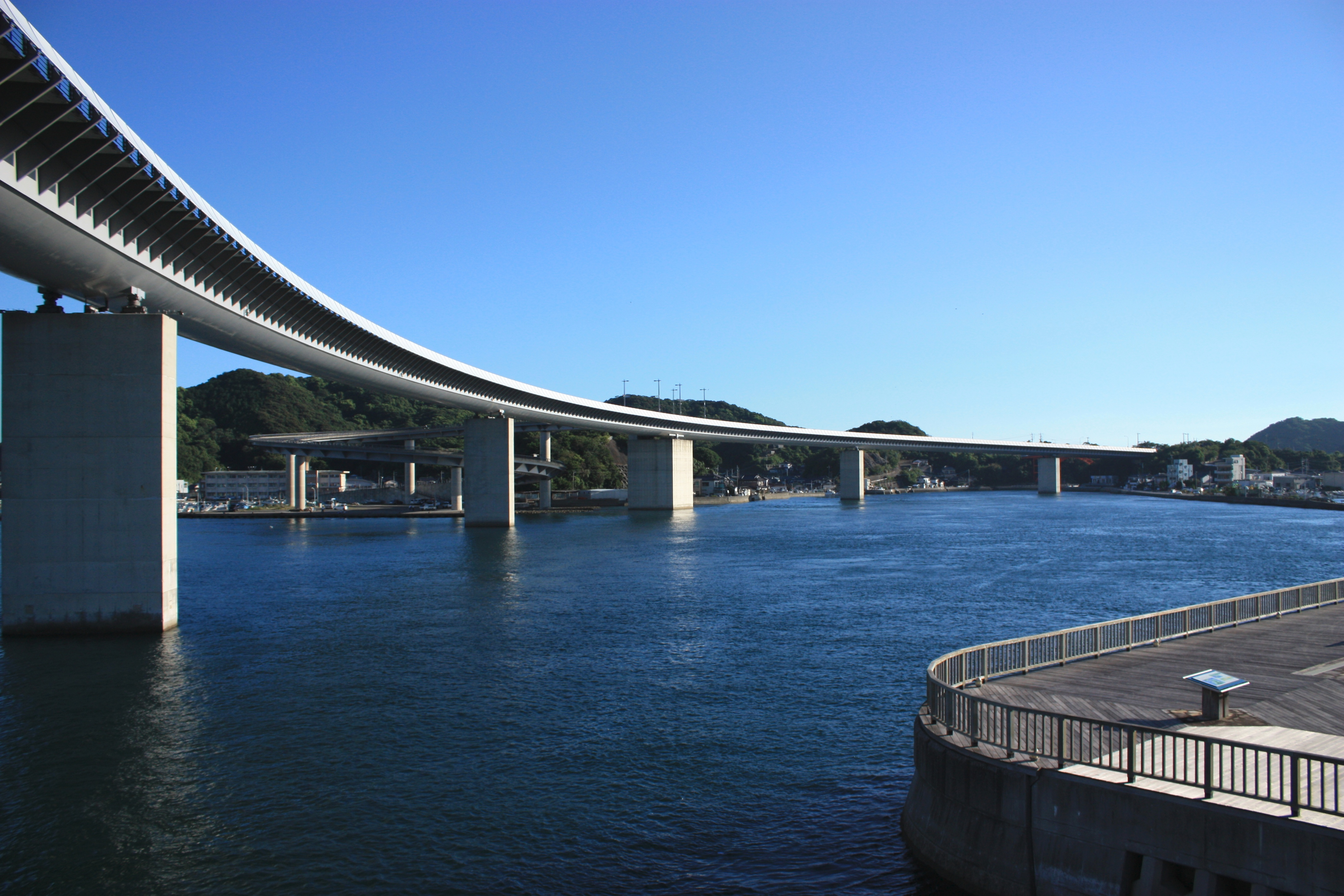
海彩館から望む(2)
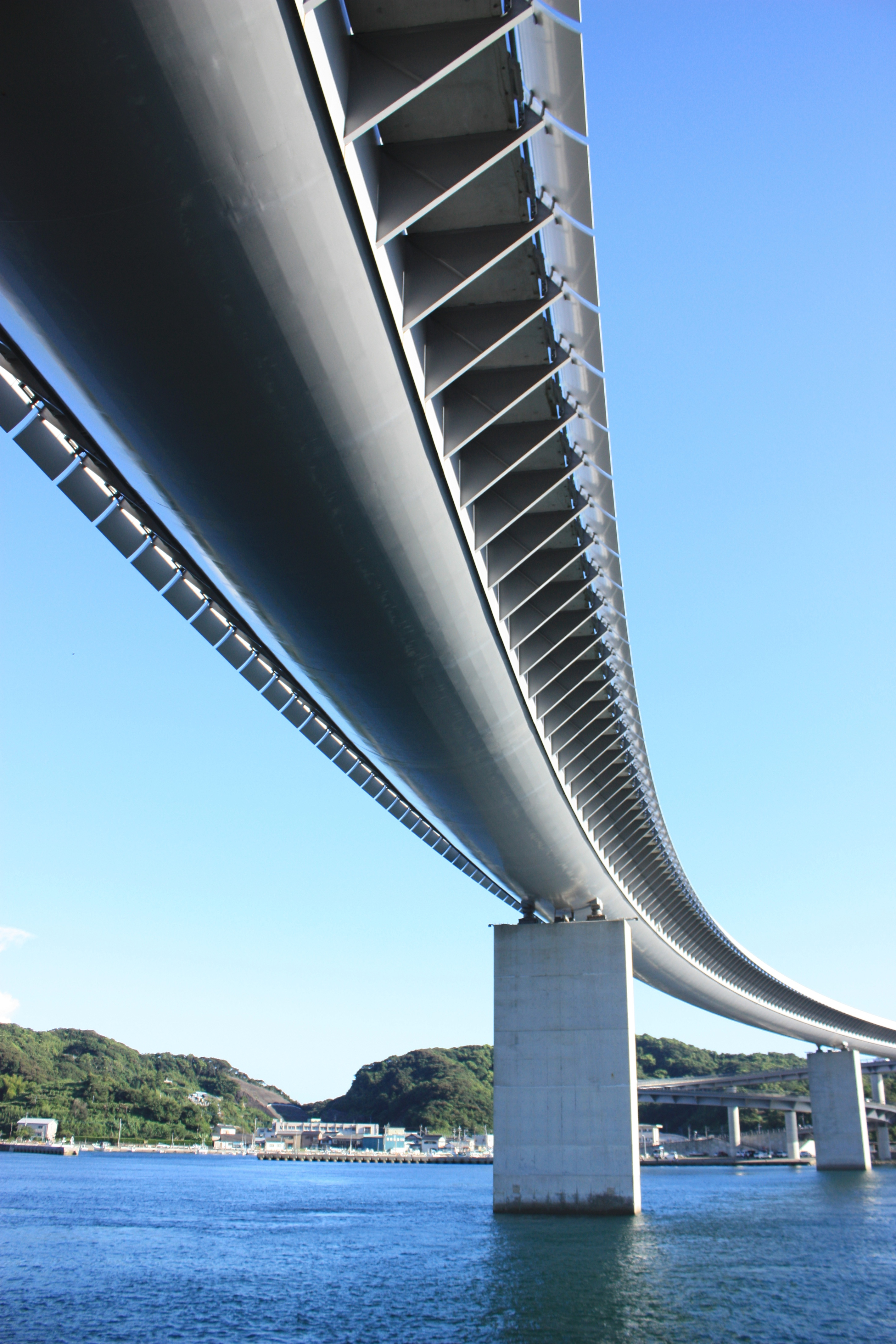
海彩館から望む(3)
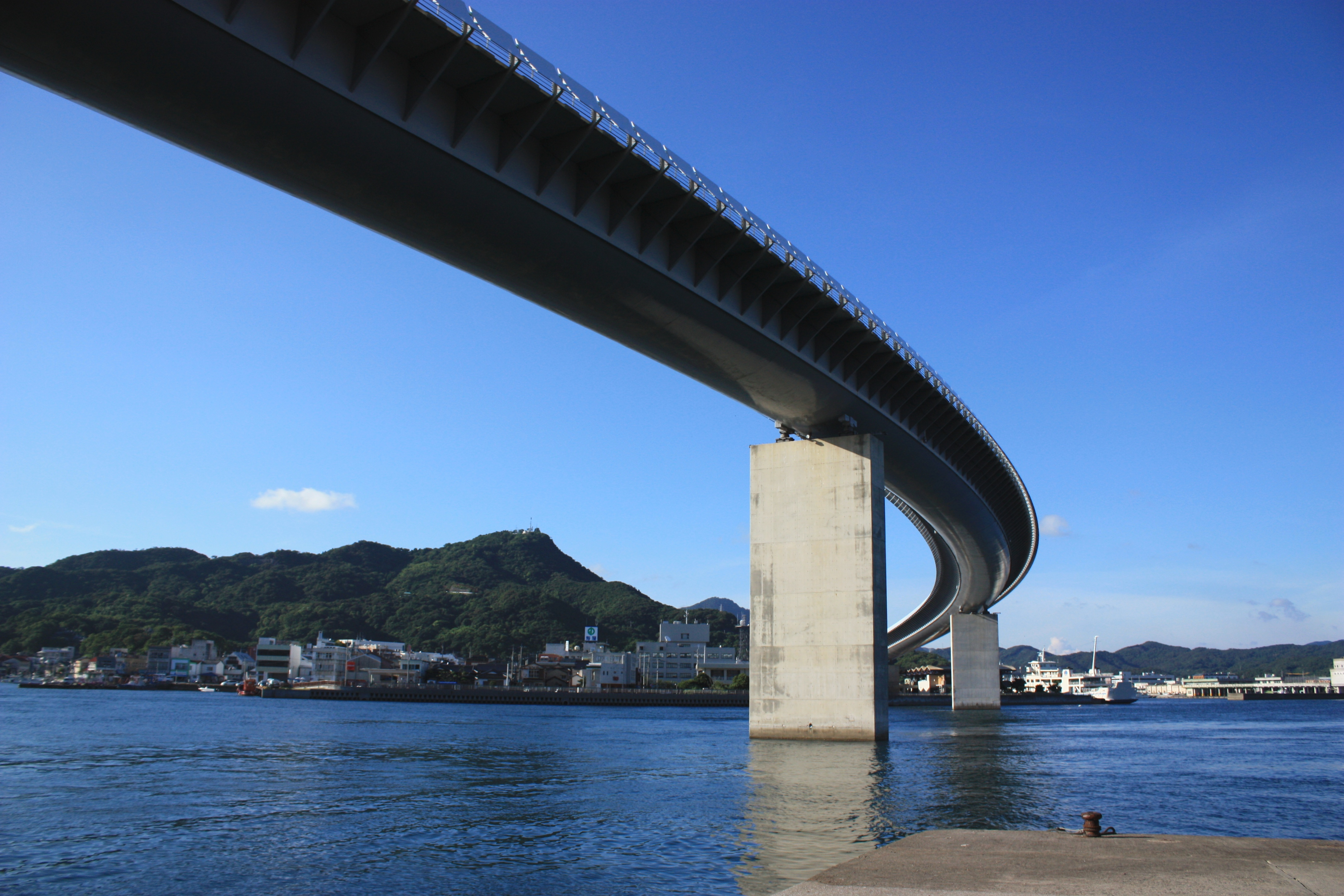
海彩館から望む(4)
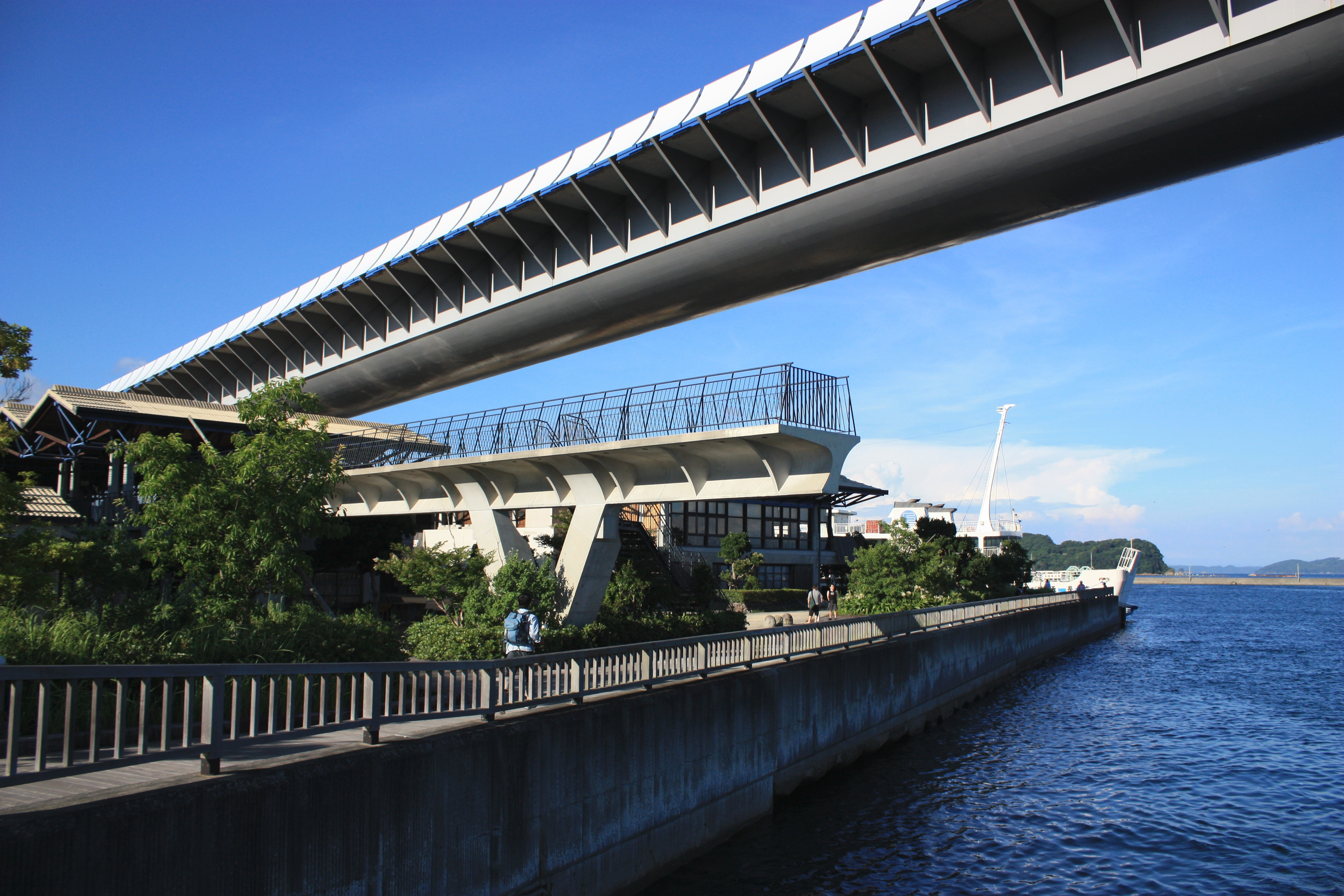
海彩館から望む(5)
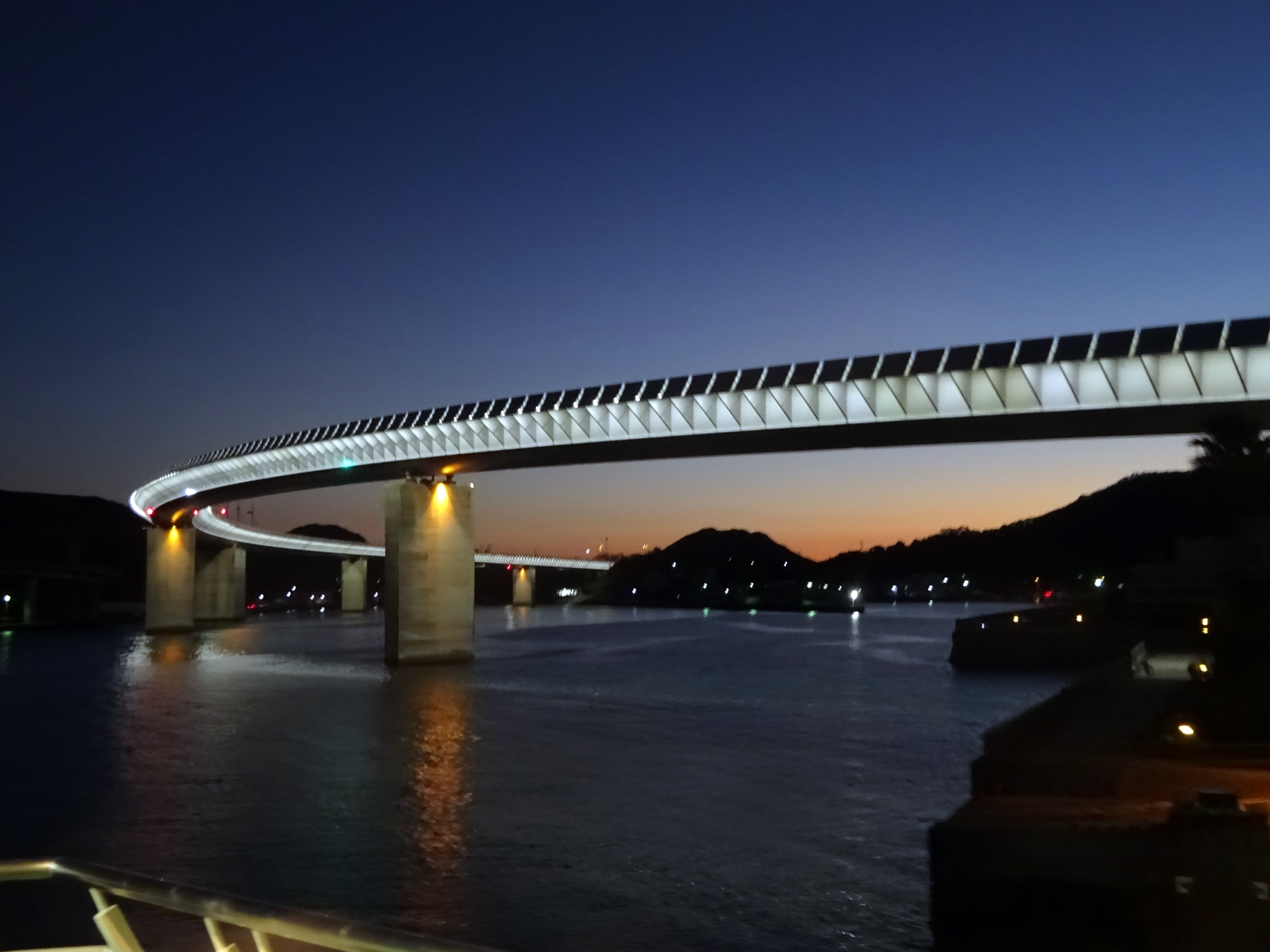
同橋夜景

## 交通アクセス
- 熊本桜町バスターミナル・熊本駅から九州産交バスあまくさ号に乗車し「本渡バスセンター」下車。九州産交バス牛深市民病院ゆきに乗り換え「牛深港」下車。
- 九州自動車道松橋インターチェンジより112㎞。